# 9816 von Matt
9816 von Matt eller 2643 P-L är en asteroid i huvudbältet som upptäcktes den 24 september 1960 av den nederländsk-amerikanske astronomen Tom Gehrels och det nederländska astronomparet Ingrid van Houten-Groeneveld och Cornelis Johannes van Houten vid Palomarobservatoriet. Den är uppkallad efter Elisabeth von Matt.
Asteroiden har en diameter på ungefär 4 kilometer och den tillhör asteroidgruppen Hansa.